# Distant Drums
Distant Drums (bra: Tambores Distantes; prt: As Aventuras do Capitão Wyatt) é um filme estadunidense de 1951, dos gêneros ação, bangue-bangue, aventura e romance, dirigido por Raoul Walsh,
A ação segue o estilo de um faroeste e se passa em 1840 na Flórida, principalmente nos pântanos de Everglades, durante a Segunda Guerra Seminole. As cenas do forte foram gravadas no histórico Castelo de San Marcos, em Saint Augustine (Flórida). Com muitas cenas subaquáticas, uma inovação do cinema realizada nesse filme foi a introdução conhecida como Grito Wilhelm, um efeito sonoro usado para uma cena em que um soldado é apanhado por um crocodilo.

## Elenco

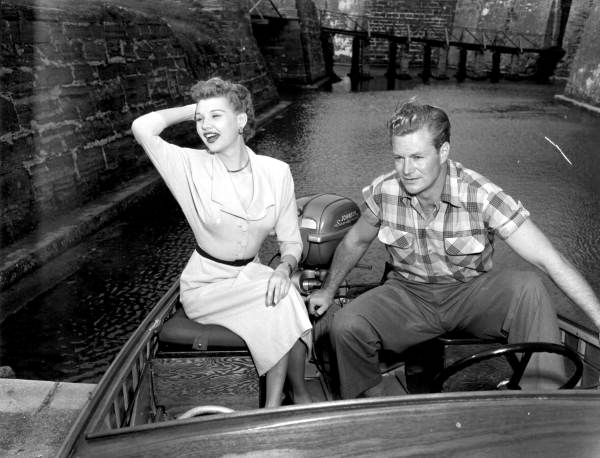
Mari Aldon e Richard Webb na Flórida para o lançamento do filme

- Gary Cooper...Capitão Quincy Wyatt
- Richard Webb...Tenente Richard Tufts
- Mari Aldon...Judy Beckett
- Arthur Hunnicut...Monk, o caçador
- Carl Harbaugh...Senhor Duprez (não creditado)
- Raymond Kentro...Chefe
- Ray Teal...Soldado Mohair
- Robert Barrat...Gen. Zachary Taylor

## Sinopse
Em 1840, durante a Segunda Guerra Seminole, o General do Exército norte-americano Zachary Taylor requisita o tenente naval Tufts num plano que consiste conduzir um barco a vela com capacidade de transportar 40 militares através do Lago Okeechobee durante a noite, num ousado plano para invasão e tomada de um forte de construção espanhola utilizado pelos índios Seminoles para a guarda de prisioneiros e de um grande arsenal bélico. Quem irá liderar os 40 homens é o bravo Capitão Wyatt, autor do plano. O caçador Monk é incumbido de guiar o tenente até a moradia de Wyatt, passando por uma densa mata até chegar a uma ilhota, onde o capitão vive isolado com seu pequeno filho mestiço órfão de mãe, princesa da tribo Creek. Após o encontro, Wyatt imediatamente parte com Tufts para começar o ataque aos índios. No retorno da missão, os militares não conseguem usar o barco e são obrigados a escapar pelos perigosos pântanos do Everglades. Além disso são atrasados por terem resgatados civis, dentre eles a bonita Judy Beckett e outras mulheres, e o capitão se vê forçado a dividir seus homens, com alguns ficando para trás para construírem canoas. Enquanto isso os índios se reúnem em grande número e partem sob a chefia do Chefe Ocala ao encalço de Wyatt e seus homens, massacrando todos que encontram pela frente.